# II Cumbre América del Sur-Países Árabes
La II Cumbre América del Sur-Países Árabes (ASPA) fue inaugurada oficialmente por el emir del Estado de Catar, Hamad Bin Khalifa Al-Thani el 31 de marzo de 2009. 
En el evento participaron los 22 países de la Liga Árabe y 12 de UNASUR, para tratar temas de interés para ambos bloques regionales.
Uno de los acontecimientos sobresalientes de la cumbre fue la propuesta del presidente de Venezuela Hugo Chávez para crear una divisa llamada el petro para reemplazar el dólar como moneda de reserva internacional. Chávez también criticó al Tribunal Penal Internacional por dictar orden de captura contra el presidente de Sudán, Omar al Bashir, en lugar de hacerlo contra el expresidente estadounidense George W Bush.

## Agenda
El principal tema de la agenda incluye la propuesta de medidas para enfrentar la crisis financiera mundial y su repercusión en ambas regiones. Además se abordaron temas relacionados con la integración Sur/Sur, el apoyo a la legitimidad de la causa palestina, así como también el estímulo del comercio y la inversión recíprocos.
Coordinados en torno a la II Cumbre América del Sur-Países Árabes (ASPA), los Estados integrantes de UNASUR (Unión de Naciones Suramericanas) y la Liga Árabe, se aprestaron el 31 de marzo de 2009 a concertar medidas y posiciones conjuntas en esta difícil coyuntura internacional que comienza a sentir las consecuencias de una profunda recesión. La declaración final de la misma contiene 11 puntos, los cuales hacen referencia a la importancia de adecuar el sistema financiero internacional frente a la crisis mundial que nos aqueja. También se incluyeron dos ítems más de cooperación: asuntos ambientales y desarrollo sostenible y cooperación científica, tecnológica y educativa.